# Eugen I.
Eugen I., papa od 10. kolovoza 654. do 2. lipnja 657. godine.

## Životopis
Bio je rodom iz Rima i sin izvjesnog Rufinijana. U mladosti se zaredio i vršio niz dužnosti u Crkvi. 18. lipnja 653. su njegovog prethodnika, Martina I. uhvatile bizantske vlasti zato što je, protivno volji cara Konstansa II. sazvao Lateranski sabor na kome je osuđen monotelitizam. Martin je odveden u Konstantinopol gdje mu se sudilo. U međuvremenu je u kolovozu Eugen izabran za novog papu. Za razliku od svog prethodnika, nije se želio zamjerati caru, kao ni carigradskom patrijarhu Petru, pa u službenom pismu nije spominjao svoj stav o monotelitizmu. Eugen I. se nije mogao suprotstaviti heretičkom carigradskom patrijarhu. Izgledalo je da će radi mira papa popustiti težnjama cara Konstanta II., ali on nikad nije pristao uz herezu.
Umro je 2. lipnja 657. u Rimu i ubrzo proglašen svetim.